# Diascoides
Diascoides là một chi bướm đêm thuộc họ Noctuidae.